# Lekkoatletyka na Letnich Igrzyskach Paraolimpijskich 2004
Zawody lekkoatletyczne podczas Letnich Igrzysk Paraolimpijskich 2004 rozegrano w dniach 19 – 27 września. Zawodnicy zostali podzieleni na kategorie, w których startowali:
- 11-13 – osoby niewidome lub niedowidzące
- 32-34 – osoby z porażeniem mózgowym na wózkach
- 35-38 – osoby z porażeniem mózgowym stojące
- 42-46 – zawodnicy z amputowanymi kończynami
- 51-58 – zawodnicy na wózkach inwalidzkich

## Medale

### Mężczyźni
Bieg na 100 metrów
| Konkurencja | Złoto              | Srebro          | Brąz               |
| Klasa T11   | José Armando       | Gautier Makunda | Luis Bullido       |
| Klasa T12   | Adekundo Adesoji   | Ricardo Santana | Matthias Schroeder |
| Klasa T13   | Royal Mitchell     | André Andrade   | Irving Bustamante  |
| Klasa T35   | Teboho Mokgalagadi | Jon Halldorsson | Li Weichun         |
| Klasa T36   | Andrij Zhyltsov    | So Wa Wai       | Che Mian           |
| Klasa T37   | Yang Chen          | Łukasz Labuch   | Darren Thrupp      |
| Klasa T38   | Tim Sullivan       | Zhou Wenjun     | Farhat Chida       |
| Klasa T42   | Wojtek Czyz        | Clavel Kayitare | Heinrich Popow     |
| Klasa T44   | Marlon Shirley     | Brian Frasure   | Oscar Pistorius    |
| Klasa T46   | Elliot Mujaji      | Heath Francis   | Sebastien Barc     |
| Klasa T52   | Salvador Hernandez | Beat Bosch      | Andre Beaudoin     |
| Klasa T53   | Hong Suk-man       | Hamad Aladwani  | Joshua George      |
| Klasa T54   | Leo Pekka Tähti    | David Weir      | Kenny van Weeghel  |

Bieg na 200 metrów
| Konkurencja | Złoto              | Srebro             | Brąz                  |
| Klasa T11   | José Armando       | Luis Bullido       | Olieksandr Iwaniuchin |
| Klasa T12   | Adekundo Adesoji   | Matthias Schroeder | Ricardo Santana       |
| Klasa T13   | André Andrade      | Nathan Meyer       | Irving Bustamante     |
| Klasa T35   | Teboho Mokgalagadi | Jon Halldorsson    | Lloyd Upsdell         |
| Klasa T36   | So Wa Wai          | Andrij Zhyltsov    | Graeme Ballard        |
| Klasa T37   | Matt Slade         | Yang Chen          | Mohamed Allek         |
| Klasa T38   | Tim Sullivan       | Farhat Chida       | Zhou Wenjun           |
| Klasa T42   | Wojtek Czyz        | Clavel Kayitare    | Heinrich Popow        |
| Klasa T44   | Oscar Pistorius    | Marlon Shirley     | Brian Frasure         |
| Klasa T46   | Antonio Souza      | Sebastien Barc     | Heath Francis         |
| Klasa T51   | Edgar Navarro      | Tim Johansson      | Alvise De Vidi        |
| Klasa T52   | Andre Beaudoin     | Salvador Hernandez | Beat Bosch            |
| Klasa T53   | Hong Suk-man       | Hamad Aladwani     | Pichet Krungget       |
| Klasa T54   | Leo Pekka Tähti    | Kenny van Weeghel  | David Weir            |

Bieg na 400 metrów
| Konkurencja | Złoto             | Srebro          | Brąz                 |
| Klasa T11   | José Armando      | Luis Bullido    | Aladji Ba            |
| Klasa T12   | Adekundo Adesoji  | Li Yansong      | Alaksandr Kuźmiczow  |
| Klasa T13   | Royal Mitchell    | Conal McNamara  | José Alves           |
| Klasa T36   | Artiom Arefjew    | So Wa Wai       | Marcin Mielczarek    |
| Klasa T37   | Oleksandr Driha   | Yang Chen       | Ali Al Ansari        |
| Klasa T38   | Tim Sullivan      | Malcolm Pringle | Stephen Payton       |
| Klasa T44   | Danny Andrews     | Neil Fuller     | Ryan Fann            |
| Klasa T46   | Antonio Souza     | Heath Francis   | Wu Faqi              |
| Klasa T52   | Toshihiro Takada  | André Beaudoin  | Thomas Geierspichler |
| Klasa T53   | Hamad Aladwani    | Hong Suk-man    | Joshua George        |
| Klasa T54   | Kenny van Weeghel | Choke Yasuoka   | Jeff Adams           |

Bieg na 800 metrów
| Konkurencja | Złoto            | Srebro               | Brąz                    |
| Klasa T12   | Ignacio Avila    | Maher Bouallegue     | Odair Santos            |
| Klasa T13   | Tim Prendergast  | Gilson Anjos         | Stuart McGregor         |
| Klasa T37   | Oleksandr Driha  | Mohamed Charmi       | Mariusz Tubielewicz     |
| Klasa T38   | Malcolm Pringle  | Abbes Saidi          | Derek Malone            |
| Klasa T46   | Danny Crates     | Samir Nouioua        | Jean de Dieu Nkundabera |
| Klasa T52   | Abdellah Ez Zine | Thomas Geierspichler | Dean Bergeron           |
| Klasa T53   | Richard Colman   | Adam Bleakney        | Jun Hiromichi           |
| Klasa T54   | Choke Yasuoka    | Ernst van Dyk        | Marcel Hug              |

Bieg na 1500 metrów
| Konkurencja | Złoto                | Srebro           | Brąz              |
| Klasa T11   | Mustapha El Aouzari  | Jason Dunkerley  | Omar Benchiheb    |
| Klasa T13   | Maher Bouallegue     | Odair Santos     | Emanuel Asinikal  |
| Klasa T36   | Artiom Arefjew       | José Pampano     | He Cheng’en       |
| Klasa T37   | Mohamed Charmi       | Oleksandr Driha  | Khaled Hanani     |
| Klasa T46   | Samir Nouioua        | Abdelghani Gtaib | Mohammed Aissaoui |
| Klasa T52   | Thomas Geierspichler | Santiago Sanz    | Toshihiro Takada  |
| Klasa T54   | Saúl Mendoza         | Ernst van Dyk    | Marcel Hug        |

Bieg na 5000 metrów
| Konkurencja | Złoto            | Srebro               | Brąz             |
| Klasa T11   | Henry Wanyoike   | Mustapha El Aouzari  | Frangs Karanja   |
| Klasa T12   | Maher Bouallegue | Odair Santos         | Emanuel Asinikal |
| Klasa T13   | Joseph Ngorialuk | Said Gomez           | Yunieski Abreu   |
| Klasa T46   | Samir Nouioua    | Javier Conde         | Ozivam Bonfim    |
| Klasa T52   | Toshihiro Takada | Thomas Geierspichler | Santiago Sanz    |
| Klasa T54   | Kurt Fearnley    | Aaron Gordian        | Ernst van Dyk    |

Bieg na 10 000 metrów
| Konkurencja | Złoto            | Srebro            | Brąz               |
| Klasa T11   | Henry Wanyoike   | Carlos Ferreira   | Andrea Cionna      |
| Klasa T13   | Maher Bouallegue | Diosmani Gonzalez | Kestutis Bartkenas |
| Klasa T54   | Joel Jeannot     | Prawat Wahorum    | Rawat Tana         |

Maraton
| Konkurencja | Złoto            | Srebro               | Brąz            |
| Klasa T11   | Yuichi Takahashi | Carlos Ferreira      | Andrea Cionna   |
| Klasa T13   | Ildar Pomykalov  | Roy Daniell          | Linas Balsys    |
| Klasa T51   | Alvise De Vidi   | Stefan Strobel       | Edgar Navarro   |
| Klasa T52   | Toshihiro Takada | Thomas Geierspichler | Clayton Gerein  |
| Klasa T54   | Kurt Fearnley    | Kelly Smith          | Tomasz Hamerlak |

Sztafeta 4 × 100 metrów
| Konkurencja   | Złoto                                                                         | Srebro                                                                          | Brąz                                                                             |
| Klasa T11-T13 | Chiny · Duan Qifeng · Li Yansong · Li Qiang · Wu Xiang                        | Kuba · Enrique Cepeda · Irving Bustamante · Adrian Iznaga · Fernando González   | Wenezuela · Anibal Bello · Oduver Daza · Ricardo Santana · Jose Villarreal       |
| Klasa T35-T38 | Australia · Tim Sullivan · Benjamin Hall · Darren Thrupp · Paul Benz          | Chiny · Zhou Wenjun · Yang Chen · Lu Yi · Che Mian                              | Ukraina · Andrij Onufrienko · Serhij Norenko · Oleksandr Driha · Andrij Zhyltsov |
| Klasa T42-T46 | Stany Zjednoczone · Brian Frasure · Danny Andrews · Casey Tibbs · Raphew Reed | Francja · Dominique Andre · Serge Ornem · Sebastien Barc · Xavier le Draoullec  | Australia · Don Elgin · Neil Fuller · Stephen Wilson · Heath Francis             |
| Klasa T53/T54 | Tajlandia · Prawat Wahorum · Supachai Koysub · Rawat Tana · Pichet Krungget   | Australia · Richard Colman · Richard Nicholson · Kurt Fearnley · Geoff Trappett | Francja · Ludovic Gapenne · Pierre Fairbank · Claude Issorat · Hubert Locco      |

Sztafeta 4 × 400 metrów
| Konkurencja   | Złoto                                                                       | Srebro                                                                    | Brąz                                                                                |
| Klasa T35-T38 | Tunezja · Farhat Chida · Fares Hamdi · Mohamed Charmi · Abbes Saidi         | Chiny · Yang Chen · Yi Lu · Zhou Wenjun · Mian Che                        | Ukraina · Oleksandr Driha · Serhij Norenko · Andrij Onufrienko · Andrij Zhyltsov    |
| Klasa T42-T46 | Stany Zjednoczone · Brian Frasure · Ryan Fann · Raphew Reed · Danny Andrews | Australia · Neil Fuller · Don Elgin · Heath Francis · Stephen Wilson      | Francja · Xavier le Draoullec · Emmanuel Lacroix · Dominique Andre · Sebastien Barc |
| Klasa T53/T54 | Tajlandia · Rawat Tana · Pichet Krungget · Supachai Koysub · Prawat Wahorum | Francja · Joel Jeannot · Pierre Fairbank · Eric Teurnier · Claude Issorat | Japonia · Masazumi Soejima · Susumu Kangawa · Yoshifumi Nagao · Choke Yasuoka       |

Skok wzwyż
| Konkurencja   | Złoto      | Srebro       | Brąz             |
| Klasa F42     | Hou Bin    | Guo Weizhong | Dennis Wilszczak |
| Klasa F44/F46 | Wu Yancong | Jeff Skiba   | Wang Qiuhong     |

Skok w dal
| Konkurencja   | Złoto          | Srebro             | Brąz                 |
| Klasa F11     | Li Duan        | Elexis Gillette    | Siergiej Sewostianow |
| Klasa F12     | Oleg Panyutin  | Hilton Langenhoven | Duan Qifeng          |
| Klasa F13     | Angel Jimenez  | Ihar Fartunau      | Mohammed Fannouna    |
| Klasa F36-F38 | Guo Wei        | Fu Xinhan          | Darren Thrupp        |
| Klasa F42     | Wojtek Czyz    | Stefano Lippi      | Heinrich Popow       |
| Klasa F44     | Urs Kolly      | Roberto La Barbera | Marlon Shirley       |
| Klasa F46     | Anton Skachkov | Mohammed Dif       | Arnaud Assoumani     |

Trójskok
| Konkurencja | Złoto          | Srebro              | Brąz                 |
| Klasa F11   | Li Duan        | Zeynidin Bilalov    | Siergiej Sewostianow |
| Klasa F12   | Duan Qifeng    | Alaksandr Kuźmiczow | Iwan Kytsenko        |
| klasa F46   | Anton Skachkov | Mai Wenjie          | Zhang Hongwei        |

Pchnięcie kulą
| Konkurencja   | Złoto                   | Srebro                | Brąz                |
| Klasa F11     | David Casinos           | Willibald Monschein   | Wołodymyr Piddubnyy |
| Klasa F13     | Sun Haitao              | Oleksandr Yasynovyy   | Russell Short       |
| Klasa F32     | Karim Betina            | Mana Abdulla Sulaiman | Dhari Almutairi     |
| Klasa F33/F34 | Roman Musil             | Hamish Macdonald      | Mohsen Amoo-Aghei   |
| Klasa F35     | Guo Wei                 | Edgars Bergs          | Thierry Cibone      |
| Klasa F36     | Paweł Piotrowski        | Willem Noorduin       | Nicholas Larionow   |
| Klasa F37     | Tomasz Błatkiewicz      | Ahmed Meshaima        | Robert Chyra        |
| Klasa F38     | Oleksandr Doroszenko    | Thomas Loosch         | Dusan Grezl         |
| Klasa F40     | Marek Margoc            | Lutz Langer           | Asghar Zareeinejad  |
| Klasa F42     | Fanie Lombaard          | Wiktor Kilmonczyk     | Mehrdad Karam Zadeh |
| Klasa F44/F46 | Jackie Christiansen     | Edwin Cockrell        | Gerdan Fonseca      |
| Klasa F52     | Peter Martin            | Georgios Karaminas    | Rico Glagla         |
| Klasa F53     | Mauro Maximo de Jesus   | Husam Azzam           | Christos Angourakis |
| Klasa F54     | Georg Tischler          | Rene Schwarz          | Markku Niinimaki    |
| Klasa F56     | Krzysztof Smorszczewski | Gerhard Wies          | Rene Nielsen        |
| Klasa F57     | Michael Louwrens        | Jamil Elshebli        | Julius Hutka        |
| Klasa F58     | Ibrahim Allam           | Janusz Rokicki        | Hany Elbehiry       |

Rzut dyskiem
| Konkurencja   | Złoto                   | Srebro                  | Brąz                |
| Klasa F12     | Sun Haitao              | Vladimir Andryushchenko | Rolandas Urbonas    |
| Klasa F13     | Aleksandr Yasinovyi     | Hakim Yahiaoui          | Siarhei Hrybanan    |
| Klasa F32/F51 | Radim Beles             | John McCarthy           | Dave Gale           |
| Klasa F33/F34 | Siamak Saleh-Farajzadeh | Danny West              | Mohammad Bin Dabbas |
| Klasa F35     | Yan Feng                | Fu Xinhan               | Edgars Bergs        |
| Klasa F36     | Milan Kubala            | Willem Noorduin         | Duane Strydom       |
| Klasa F37     | Tomasz Blatkiewicz      | Haissem Ben Halima      | Mostafa Ahmed       |
| Klasa F38     | Oleksandr Doroszenko    | Javad Hardani           | Thomas Loosch       |
| Klasa F42     | Fanie Lombaard          | Gino de Keersmaeker     | Algirdas Tatulis    |
| Klasa F44/F46 | Dan Greaves             | Jackie Christiansen     | Ha Silao            |
| Klasa F52     | Aigars Apinis           | Rico Glagla             | Peter Martin        |
| Klasa F53     | Alphonso Cunningham     | Toshie Oi               | Mohamed Hassani     |
| Klasa F54     | Fan Liang               | Efthymios Kalaras       | Frantisek Purgl     |
| Klasa F55     | Martin Nemec            | Jalil Bagheri Jeddi     | Mokhtar Nourafshan  |
| Klasa F56     | Mohammad Sadeghimehryar | Miroslav Sperk          | Tanto Campbell      |
| Klasa F57     | Rostislav Pohlmann      | Zheng Weihai            | Hossam Abd Ellattif |
| Klasa F58     | Chen Yonggang           | Mahmoud Elatar          | Alireza Kamali      |

Rzut oszczepem
| Konkurencja   | Złoto                 | Srebro               | Brąz                 |
| Klasa F11     | Bil Marinkovic        | Siegmund Hegeholz    | Mineho Ozaki         |
| Klasa F12     | Alaksandr Tryputs     | Mirosław Pych        | Milos Grlica         |
| Klasa F13     | Chiang Chih-chung     | Zhou Boquan          | France Gagne         |
| Klasa F35     | Guo Wei               | Fabian Michaels      | Thierry Cibone       |
| Klasa F36/F38 | Nicholas Newman       | Paweł Piotrowski     | Oleksandr Doroszenko |
| Klasa F37     | Ken Churchill         | Kieran Ault          | Jacek Przebierała    |
| Klasa F42     | Jakob Mathiasen       | Fanie Lombaard       | Vahab Saalabi        |
| Klasa F44/F46 | Devendra Jhajharia    | Gao Mingjie          | Wang Daichen         |
| Klasa F52/F53 | Peter Martin          | Adrian Paz Velazquez | Abdolreza Jokar      |
| Klasa F54     | Luis Zepeda           | Rauno Saunavaara     | Avaz Azmoudeh        |
| Klasa F55/F56 | Ali Naderi            | Pieter Gruijters     | Zhang Yingbin        |
| Klasa F57     | Mohammad Reza Mirzaei | Ibrahim Ali          | Rostislav Pohlmann   |
| Klasa F58     | Silver Ezeikpe        | Mahmoud Elatar       | Alexis Pizarro       |

Wielobój rzutów
| Konkurencja   | Złoto          | Srebro      | Brąz         |
| Klasy F32/F51 | Stephen Miller | Radim Beles | Karim Betina |

Pięciobój
| Konkurencja   | Złoto         | Srebro            | Brąz                |
| Klasa P13     | Ihar Fartunau | Alaksandr Tryputs | Kurt van Raefelghem |
| Klasa P44     | Urs Kolly     | Casey Tibbs       | Don Elgin           |
| Klasa P54-P58 | Ling Yong     | Pieter Gruijters  | Rene Nielsen        |

### Kobiety
Bieg na 100 metrów
| Konkurencja | Złoto               | Srebro               | Brąz             |
| Klasa T11   | Adria Santos        | Wu Chunmiao          | Paraskevi Kantza |
| Klasa T12   | Assia El Hannouni   | Wolha Zinkiewicz     | Maria Alves      |
| Klasa T13   | Olga Siemionowa     | Anthi Karagianni     | Ana Jimenez      |
| Klasa T34   | Chelsea Clark       | Chelsea Lariviere    | Debbie Brennan   |
| Klasa T36   | Wang Fang           | Hazel Robson         | Yuki Kato        |
| Klasa T37   | Oksana Krechunyak   | Isabelle Foerder     | Lisa McIntosh    |
| Klasa T46   | Amy Winters         | Anna Szymul          | Elena Chistilina |
| Klasa T53   | Tanni Grey-Thompson | Francesca Porcellato | Angie Ballard    |
| Klasa T54   | Chantal Petitclerc  | Tatyana McFadden     | Manuela Schar    |

Bieg na 200 metrów
| Konkurencja | Złoto                  | Srebro           | Brąz                    |
| Klasa T11   | Chun Miao Wu           | Adria Santos     | Purificacion Santamarta |
| Klasa T12   | Assia El Hannouni      | Wolha Zinkiewicz | Maria Alves             |
| Klasa T34   | Chelsea Clark          | Debbie Brennan   | Noriko Arai             |
| Klasa T36   | Wang Fang              | Hazel Robson     | Eriko Kikuchi           |
| Klasa T37   | Jewgienija Trusznikowa | Lisa McIntosh    | Isabelle Foerder        |
| Klasa T46   | Amy Winters            | Anna Szymul      | Elena Chistilina        |
| Klasa T53   | Lisa Franks            | Pia Schmid       | Leticia Torres          |
| Klasa T54   | Chantal Petitclerc     | Manuela Schar    | Tatyana McFadden        |

Bieg na 400 metrów
| Konkurencja | Złoto               | Srebro            | Brąz                  |
| Klasa T12   | Assia El Hannouni   | Adria Santos      | Terezinha Guilhermina |
| Klasa T13   | Olga Siemionowa     | Anthi Karagianni  | Ilse Hayes            |
| Klasa T38   | Katrina Webb        | Wang Fang         | Inna Dyachenko        |
| Klasa T46   | Tshotlego Morama    | Anna Szymul       | Alicja Fiodorow       |
| Klasa T52   | Lisa Franks         | Lucia Sosa        | Leticia Torres        |
| Klasa T53   | Tanni Grey-Thompson | Madelene Nordlund | Francesca Porcellato  |
| Klasa T54   | Chantal Petitclerc  | Louise Sauvage    | Diane Roy             |

Bieg na 800 metrów
| Konkurencja | Złoto              | Srebro               | Brąz              |
| Klasa T12   | Assia El Hannouni  | Rima Batalova        | Elena Pautova     |
| Klasa T53   | Cheri Blauwet      | Francesca Porcellato | Madelene Nordlund |
| Klasa T54   | Chantal Petitclerc | Louise Sauvage       | Jessica Matassa   |

Bieg na 1500 metrów
| Konkurencja | Złoto              | Srebro           | Brąz          |
| Klasa T12   | Elena Pautova      | Julia Longorkaye | Rima Batalova |
| Klasa T54   | Chantal Petitclerc | Edith Hunkeler   | Diane Roy     |

Bieg na 5000 metrów
| Konkurencja | Złoto           | Srebro         | Brąz          |
| Klasa T54   | Wakako Tsuchida | Edith Hunkeler | Cheri Blauwet |

Maraton
| Konkurencja | Złoto         | Srebro          | Brąz          |
| Klasa T54   | Kazu Hatanaka | Wakako Tsuchida | Cheri Blauwet |

Skok w dal
| Konkurencja   | Złoto            | Srebro           | Brąz              |
| Klasa F12     | Wolha Zinkiewicz | Rosalia Lazaro   | Hanna Kanuik      |
| Klasa F13     | Ana Jimenez      | Anthi Karagianni | Aksana Sivitskaya |
| Klasa F42     | Zhang Haiyuan    | Christine Wolf   | Perla Bustamante  |
| Klasa F44/F46 | Andrea Scherney  | Wang Juan        | April Holmes      |

Pchnięcie kulą
| Konkurencja           | Złoto                | Srebro              | Brąz                  |
| Klasa F12             | Tamara Sivakova      | Xu Hongyan          | Jodi Willis           |
| Klasa F32-F34/F52/F53 | Maria Salas          | Tetiana Yakybchuk   | Maha Alsheraian       |
| Klasa F35/F36         | Veronika Foltova     | Renata Chilewska    | Alla Malchyk          |
| Klasa F37/F38         | Aldona Grigaliuniene | Vladimira Bujarkova | Eva Berna             |
| Klasa F40             | Afrah Gomdi          | Laila El Garaa      | Enna Ben Abidi        |
| Klasa F42-F46         | Zheng Baozhu         | Perla Bustamante    | Noralvis de Las Heras |
| Klasa F54/F55         | Marianne Buggenhagen | Eva Kacanu          | Tatjana Majcen        |
| Klasa F56-F58         | Nadia Medjemedj      | Li Ling             | Martina Willing       |

Rzut dyskiem
| Konkurencja           | Złoto             | Srebro               | Brąz             |
| Klasa F13             | Xu Hongyan        | Tamara Sivakova      | Courtney Knight  |
| Klasa F32-F34/F51-F53 | Martina Kniezkova | Kyoko Sato           | Maha Alsheraian  |
| Klasa F35/F36/F38     | Veronika Foltova  | Bai Xuhong           | Renata Chilewska |
| Klasa F37             | Li Chunhua        | Amanda Fraser        | Fatma Kachroudi  |
| Klasa F40             | Enna Ben Abidi    | Afrah Gomdi          | Jill Kennedy     |
| Klasa F42-F46         | Zheng Baozhu      | Claudia Biene        | Jelena Vukovic   |
| Klasa F54/F55         | Wang Ting         | Marianne Buggenhagen | Li Ping Chen     |
| Klasa F56-F58         | Suely Guimaraes   | Li Ling              | Azam Khodayari   |

Rzut oszczepem
| Konkurencja           | Złoto            | Srebro                  | Brąz              |
| Klasa F33/F34/F52/F53 | Esther Rivera    | Maria Salas             | Tiina Ala Aho     |
| Klasa F35-F38         | Renata Chilewska | Veronika Foltova        | Beverly Mashinini |
| Klasa F40             | Afrah Gomdi      | Enna Ben Abidi          | Jill Kennedy      |
| Klasa F42-F46         | Marjaana Vare    | Natalia Goudkova        | Andrea Hegen      |
| Klasa F54/F55         | Zanele Situ      | Tatjana Majcen          | Chen Liping       |
| Klasa F56-F58         | Sofia Djelal     | Eucharia Njideka Iyiazi | Aziza Hussein     |

## Tabela medalowa
| Miejsce | Reprezentacja                | Złoto | Srebro | Brąz | Razem |
| 1       | Chiny                        | 25    | 20     | 13   | 58    |
| 2       | Australia                    | 10    | 12     | 9    | 31    |
| 3       | Kanada                       | 10    | 4      | 10   | 24    |
| 4       | Południowa Afryka            | 9     | 7      | 5    | 21    |
| 5       | Ukraina                      | 9     | 4      | 8    | 21    |
| 6       | Tunezja                      | 8     | 7      | 3    | 18    |
| 7       | Czechy                       | 8     | 5      | 4    | 17    |
| 8       | Stany Zjednoczone            | 7     | 8      | 11   | 26    |
| 9       | Meksyk                       | 7     | 6      | 4    | 17    |
| 10      | Japonia                      | 7     | 4      | 7    | 18    |
| 11      | Rosja                        | 7     | 3      | 6    | 16    |
| 12      | Wielka Brytania              | 6     | 5      | 6    | 17    |
| 13      | Polska                       | 5     | 8      | 7    | 20    |
| 14      | Francja                      | 5     | 6      | 7    | 18    |
| 15      | Brazylia                     | 5     | 6      | 5    | 16    |
| 16      | Algieria                     | 5     | 2      | 5    | 12    |
| 17      | Niemcy                       | 4     | 11     | 9    | 24    |
| 18      | Białoruś                     | 4     | 7      | 4    | 15    |
| 19      | Austria                      | 4     | 6      | 2    | 12    |
| 20      | Iran                         | 4     | 2      | 9    | 15    |
| 21      | Nigeria                      | 4     | 1      | 0    | 5     |
| 22      | Nowa Zelandia                | 4     | 0      | 1    | 5     |
| 23      | Kenia                        | 3     | 1      | 3    | 7     |
| 24      | Finlandia                    | 3     | 1      | 2    | 6     |
| 25      | Angola                       | 3     | 0      | 0    | 3     |
| 26      | Hiszpania                    | 2     | 6      | 3    | 11    |
| 27      | Szwajcaria                   | 2     | 5      | 4    | 11    |
| 28      | Maroko                       | 2     | 4      | 0    | 6     |
| 29      | Kuba                         | 2     | 2      | 6    | 10    |
| 30      | Dania                        | 2     | 1      | 2    | 5     |
| 30      | Tajlandia                    | 2     | 1      | 2    | 5     |
| 32      | Korea Południowa             | 2     | 1      | 0    | 3     |
| 33      | Włochy                       | 1     | 4      | 4    | 9     |
| 34      | Holandia                     | 1     | 4      | 2    | 7     |
| 35      | Egipt                        | 1     | 3      | 5    | 9     |
| 36      | Kuwejt                       | 1     | 2      | 3    | 6     |
| 37      | Hongkong                     | 1     | 2      | 0    | 3     |
| 38      | Łotwa                        | 1     | 1      | 1    | 3     |
| 39      | Azerbejdżan                  | 1     | 1      | 0    | 2     |
| 40      | Litwa                        | 1     | 0      | 4    | 5     |
| 41      | Jamajka                      | 1     | 0      | 1    | 2     |
| 41      | Słowacja                     | 1     | 0      | 1    | 2     |
| 43      | Botswana                     | 1     | 0      | 0    | 1     |
| 43      | Chińskie Tajpej              | 1     | 0      | 0    | 1     |
| 43      | Indie                        | 1     | 0      | 0    | 1     |
| 43      | Zimbabwe                     | 1     | 0      | 0    | 1     |
| 47      | Grecja                       | 0     | 2      | 5    | 7     |
| 48      | Irlandia                     | 0     | 2      | 1    | 3     |
| 48      | Portugalia                   | 0     | 2      | 1    | 3     |
| 48      | Szwecja                      | 0     | 2      | 1    | 3     |
| 51      | Islandia                     | 0     | 2      | 0    | 2     |
| 52      | Zjednoczone Emiraty Arabskie | 0     | 1      | 2    | 3     |
| 52      | Wenezuela                    | 0     | 1      | 2    | 3     |
| 54      | Belgia                       | 0     | 1      | 1    | 2     |
| 54      | Palestyna                    | 0     | 1      | 1    | 2     |
| 54      | Słowenia                     | 0     | 1      | 1    | 2     |
| 57      | Bahrajn                      | 0     | 1      | 0    | 1     |
| 57      | Jordania                     | 0     | 1      | 0    | 1     |
| 57      | Panama                       | 0     | 1      | 0    | 1     |
| 60      | Chorwacja                    | 0     | 0      | 1    | 1     |
| 60      | Portoryko                    | 0     | 0      | 1    | 1     |
| 60      | Rwanda                       | 0     | 0      | 1    | 1     |
| 60      | Serbia i Czarnogóra          | 0     | 0      | 1    | 1     |